# آدم ليند
آدم ليند (بالإنجليزية: Adam Lind)‏ هو لاعب كرة قاعدة أمريكي، ولد في 17 يوليو 1983 في مونسي في الولايات المتحدة.

## وصلات خارجية
- آدم ليند على موقع دوري كرة القاعدة الرئيسي (الإنجليزية)
- آدم ليند على موقعبيزبول رفرنس.كوم (الدوري الرئيسي) (الإنجليزية)
- آدم ليند على موقعبيزبول رفرنس.كوم (الدوري الثانوي) (الإنجليزية)
- آدم ليند على موقع إي إس بي إن.كوم (أم.أل.بي) (الإنجليزية)
- آدم ليند على موقع مشجعي الرسوم البيانية (الإنجليزية)